# Fuststraßen-Madonna

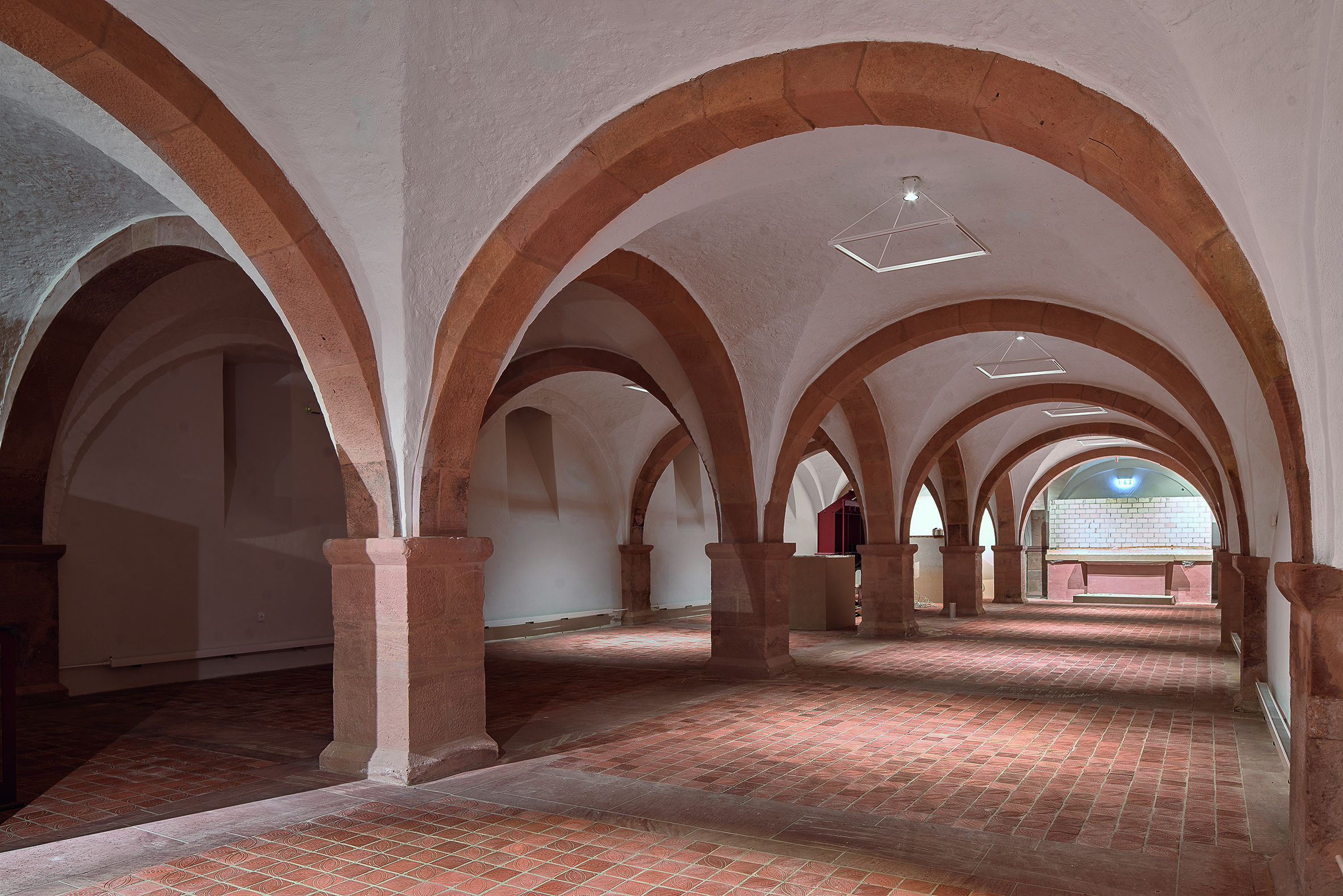
Fuststraßenmadonna in der Gewölbehalle des Dommuseums

Bei der Fuststraßen-Madonna handelt es sich um eine aus Stein gearbeitete Figur der Maria im Dom- und Diözesanmuseum in Mainz. Sie wird nach ihrem letzten Standort, der Fuststraße in der Mainzer Altstadt, benannt.

## Gnadenbild
Die Entstehung der Marienstatue wird auf die Zeit um 1250 datiert. Es handelt sich damit um eine der ältesten Marienplastiken in Mainz.
Anfangs befand sich die Marienstatue vermutlich am Mittelpfeiler (Trumeau) des Eingangsportals der alten, gotischen Mainzer Augustinerkirche, weshalb die Skulptur auch als Trumeaumadonna bezeichnet wird. Die ursprüngliche Kirche wurde abgebrochen und von 1768 bis 1771 neu errichtet.
Das Marienbildnis zeichnet sich durch das besonders lebhafte Jesuskind aus, zu dem die Mutter eine innige Beziehung zu haben scheint. Maria ist als anmutige junge Frau dargestellt. Ihr fehlt allerdings die Krone auf dem Kopf, das Attribut der Himmelskönigin. Wann die Krone verloren ging, kann nicht mit Bestimmtheit festgestellt werden. Charakteristisch ist die Betonung des in runden, fließenden Mulden herabfallenden Gewandes und der zarte, verträumte Ausdruck sowie die zierliche Gestalt. Diese ist repräsentativ für die Veränderung des Marientypus im Verlauf der Zeit, die tiefere religions- und frömmigkeitsgeschichtliche Hintergründe hat. Sie zählt zu den „schönen Madonnen“. Im Gegensatz dazu stehen ihre großen Hände, die ihren kindlich dargestellten Sohn halten. Im 19. Jahrhundert erhielt die Skulptur eine Farbfassung.